# Tatra RT6N1

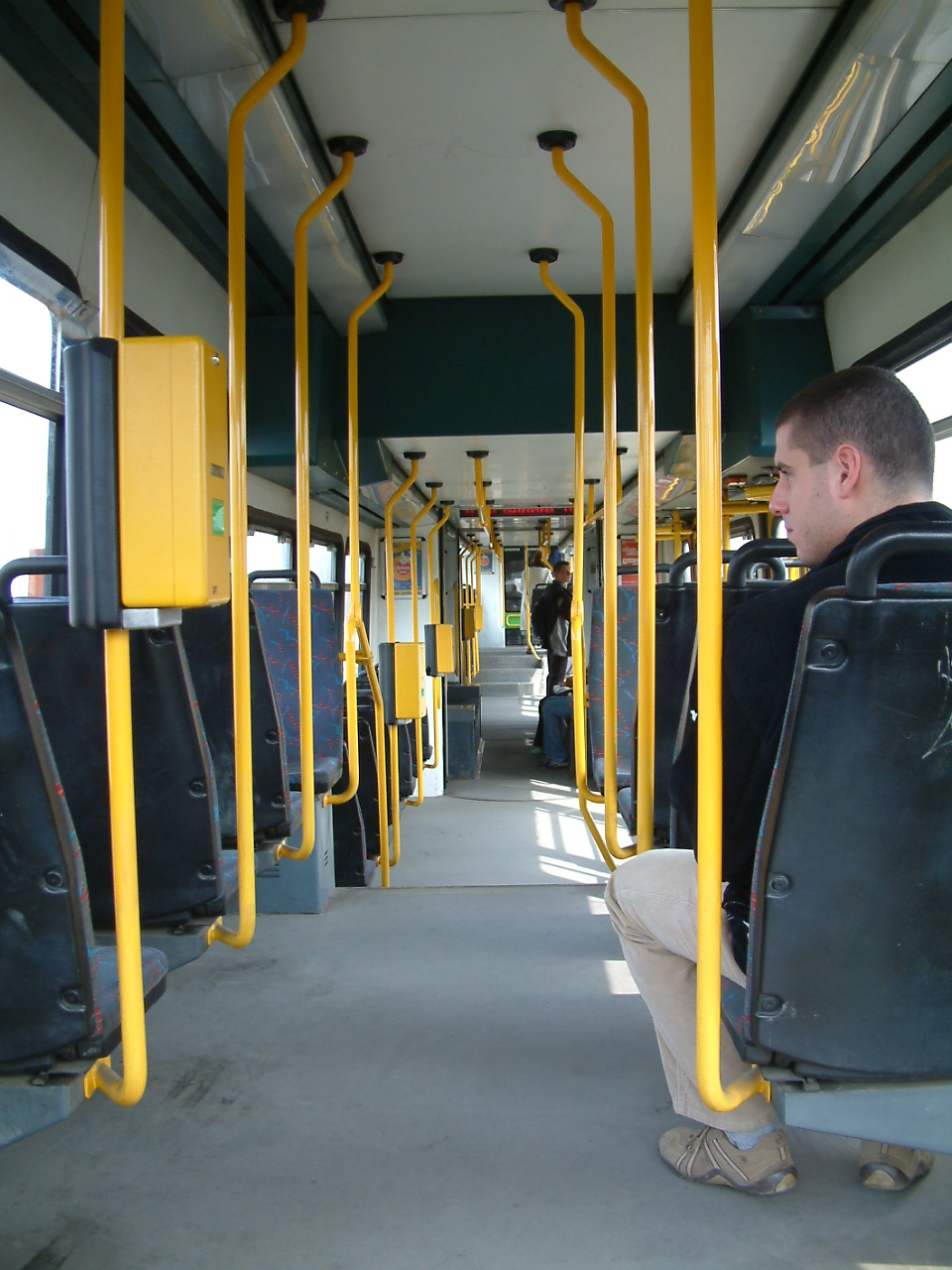
Wnętrze (2006)

Tatra RT6N1 – tramwaj wytwarzany w latach 1993–1997 w zakładach ČKD w Pradze w Czechach oraz w latach 1997–1998 w zakładach HCP w Poznaniu. Jest to drugi (pierwszy seryjny) po HCP 115N tramwaj niskopodłogowy eksploatowany w Polsce.
Ogółem wyprodukowano 19 tramwajów RT6N1: prototyp pozostał na terenie producenta, a następnie został zezłomowany, cztery wagony dostarczono do Pragi (od 1999 r. wszystkie były odstawione, a po 2009 r. sprzedano je do Poznania), cztery do Brna (jeden sprzedano w 2015 r. do Poznania, pozostałe trzy wagony są odstawione od 2014 r.) i dziesięć do Poznania (kursują liniowo).

## Konstrukcja
Tatra RT6N1 to jednokierunkowy, trójczłonowy, częściowo niskopodłogowy wagon tramwajowy z dwoma wózkami napędowymi. Nad nimi na wysokości 900 mm nad główką szyny znajduje się podłoga. Część środkowa, stanowiąca 63% długości tramwaju, jest niskopodłogowa (wysokość podłogi: 350 mm).
W krótkim członie środkowym, zamontowanym na dwuosiowym wózku tocznym, siedzenia umieszczone zostały wzdłuż linii okien. Do części niskopodłogowej prowadzi czworo dwupłatowych drzwi odskokowo-wychylnych, natomiast dostęp do części wysokopodłogowej umożliwia dwoje drzwi jednopłatowych. Wygląd tramwaju zaprojektował architekt Patrik Kotas.
Szkielet oraz poszycie zewnętrzne wagonu wykonane jest z zespawanych ze sobą profili stalowych, przednie oraz tylne czoło tramwaju wyprodukowano z tworzyw sztucznych. Na dachu skrajnych członów znajduje się wyposażenie elektryczne. Prąd z sieci trakcyjnej pobierany jest za pomocą pantografu połówkowego zamontowanego na dachu środkowego członu. Każda z osi wózków napędowych napędzana jest jednym silnikiem (o mocy 104 kW, u prototypu 90 kW). Wyposażenie elektryczne TV14D z regulacją tranzystorową dostarczyły zakłady ČKD Trakce. Prototyp posiadał wyposażenie typu TV10 (również od ČKD Trakce) z tyrystorami GTO. Obwody pomocnicze są zasilane z przetwornicy statycznej oraz akumulatorów.

## Dostawy
| Państwo        | Miasto/zakład  | Lata dostaw    | Liczba | Numery taborowe | Uwagi                                  |       |
| -------------- | -------------- | -------------- | ------ | --------------- | -------------------------------------- | ----- |
| Czechy         | Brno           | 1997           | 4      | 1801–1804       |                                        | [ 6 ] |
| Czechy         | ČKD Tatra      | 1993           | 1      | 0028            | prototyp                               | [ 5 ] |
| Czechy         | Praga          | 1997           | 4      | 9101–9104       |                                        | [ 1 ] |
| Polska         | Poznań         | 1997–1998      | 10     | 401–410         | wozy nr 406–410 zmontowały zakłady HCP | [ 5 ] |
| Łączna liczba: | Łączna liczba: | Łączna liczba: | 19     |                 |                                        |       |

## Eksploatacja w Poznaniu

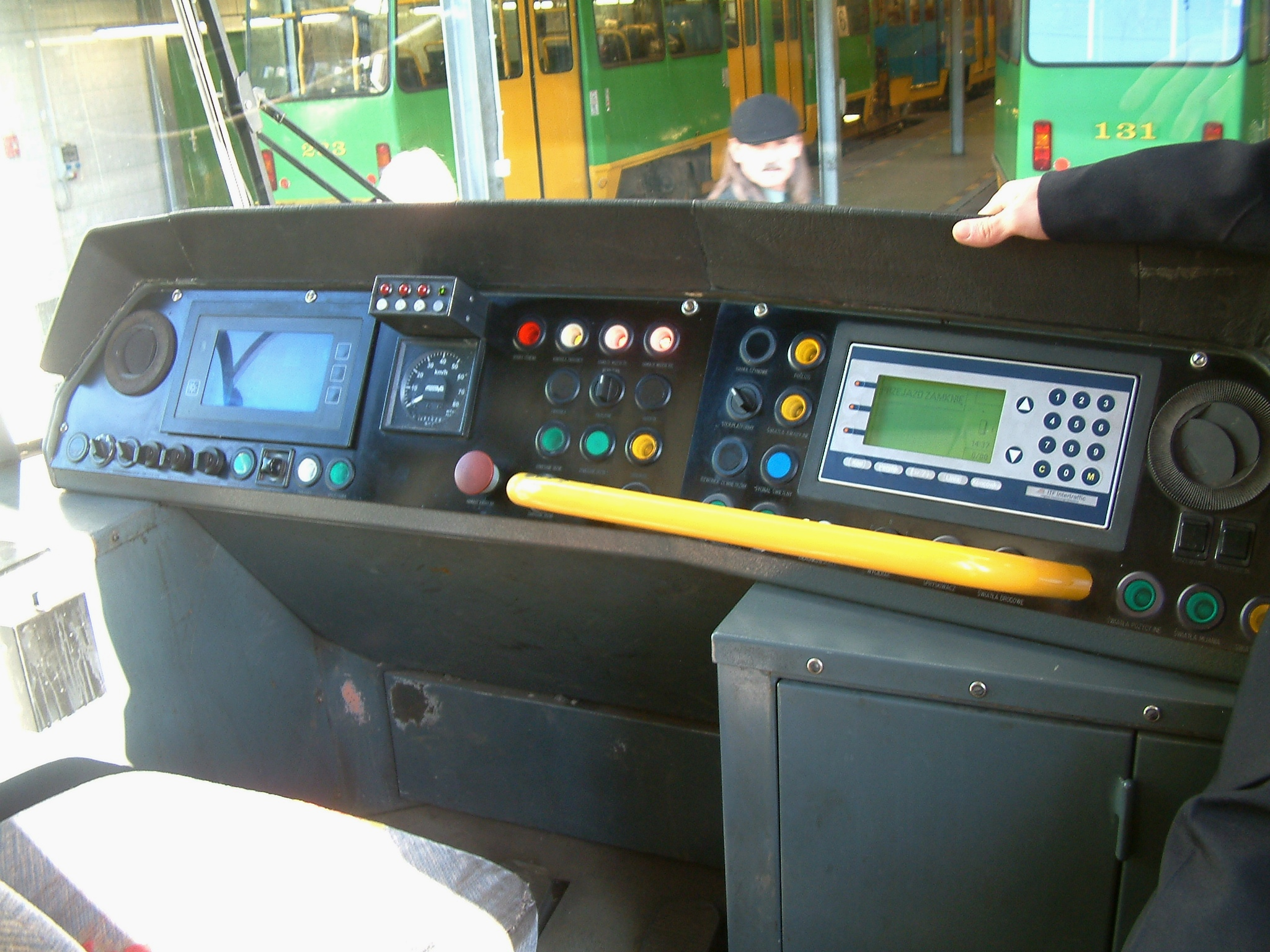
Pulpit motorniczego

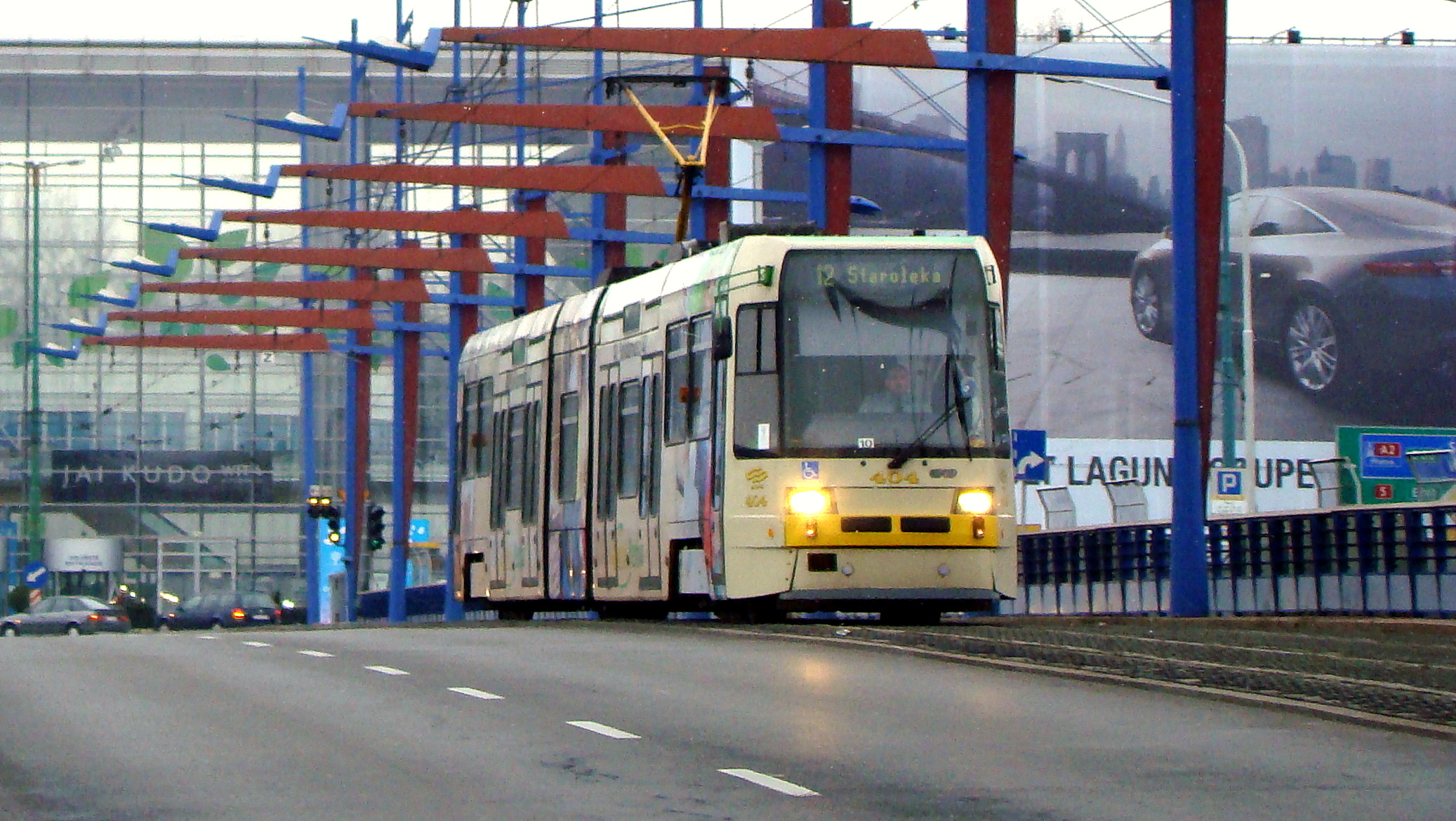
Ekspraski z nr taborowym 404

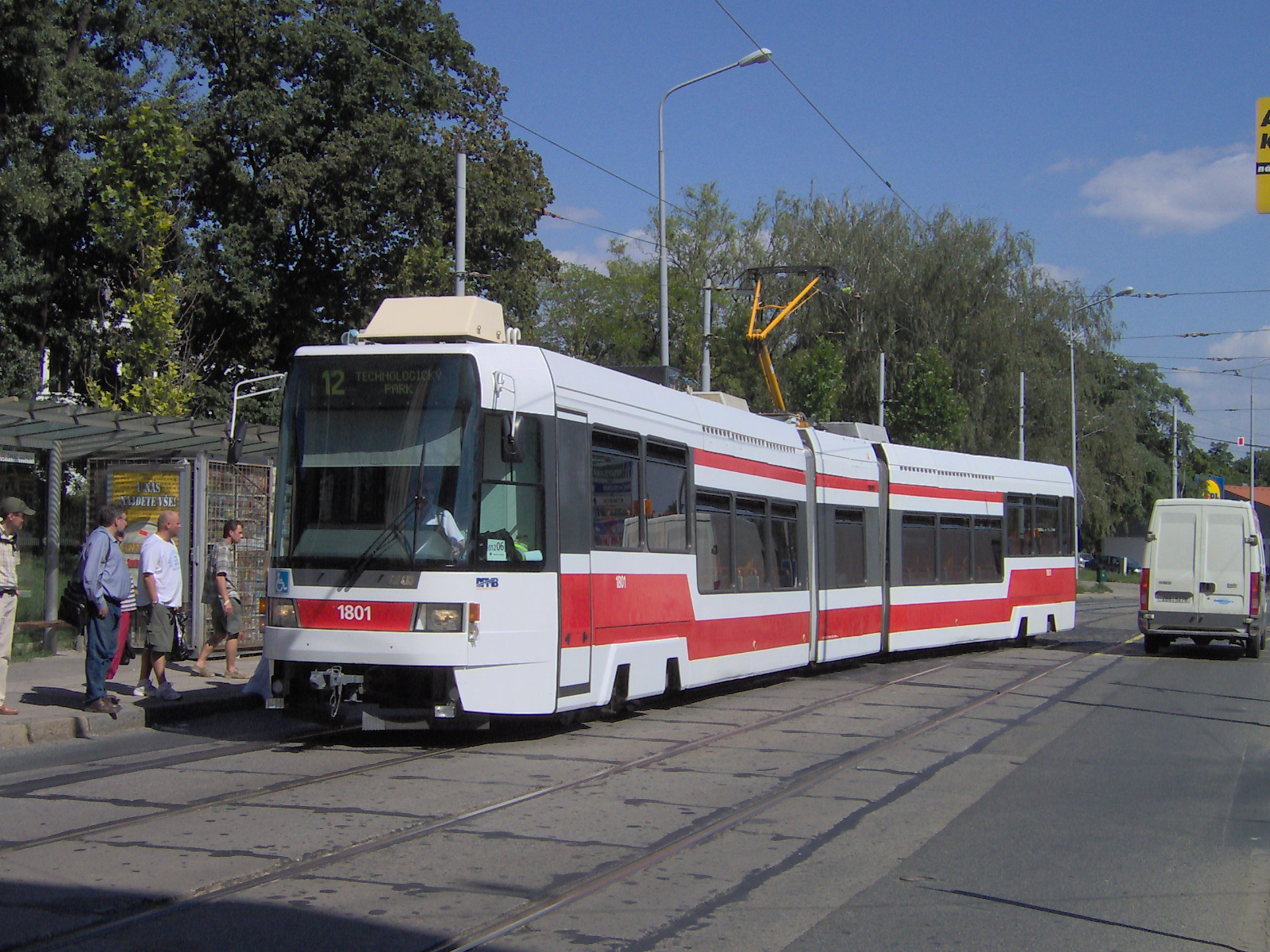
Tatra RT6N1 w Brnie (2008)

W 1996 roku z budżetu państwa przyznano Poznaniowi fundusze na zakup dziesięciu fabrycznie nowych składów do obsługi trasy Poznańskiego Szybkiego Tramwaju. Warunkiem było rozstrzygnięcie przetargu do końca 1996 roku. Krótki termin sprawił, że do przetargu stanęły jedynie Konstal z modelem 116N, Mittenwalder Gerätebau GmbH z modyfikacją tramwaju Tatra KT4D oznaczoną KTNF6, Fabryka Pojazdów Szynowych H. Cegielski S.A. (FPS) z modelem 105N/2 oraz konsorcjum ČKD i FPS HCP z modelem RT6N1. Na wstępie zdyskwalifikowano modele 105N/2 i KTNF6 jako niespełniające wymagań przetargu – były to modernizacje, a nie fabrycznie nowe pojazdy. W kolejnej fazie odpadł model 116N, jako będący dopiero w fazie projektu. W ten sposób przetarg wygrał model RT6N1. Wagon testowy z Pragi trafił na poznańskie tory.
Kilkudniowa eksploatacja ujawniła problem wynikający z szerszego pudła (2,44 m), niż w dotychczas używanych modelach (2,40 m), oraz profil przodu i tyłu wagonu, wykraczający na łuku poza dopuszczalną skrajnię. Problem ten rozwiązano zwężając szerokość wysepek na planowanej trasie obsługiwanej przez Tatry oraz zmieniając kształt osłon wózków napędowych. Ponadto MPK zażyczyło sobie likwidacji poprzecznych stopni we wnętrzu wagonu w pobliżu tylnych drzwi, wentylacyjnych klap dachowych i osłon utrudniających włożenie ręki w szczeliny przegubów. Ponadto wagony miały być wyposażone w komputer diagnostyczny i drugi komputer sterujący tablicami informacyjnymi, kasownikami oraz łącznością radiową.
Miesiąc po testach praskiej tatry w Poznaniu zaprezentował się magdeburski NGT8D, jednak w tym momencie przetarg był już rozstrzygnięty.
Tuż po podpisaniu kontraktu ČKD popadło w kłopoty finansowe i mimo wysokich kar pięć wagonów, które miało trafić do Poznania w 1996 roku, dotarło dopiero pomiędzy majem i wrześniem 1997 (pierwszy 2 maja 1997, a drugi 6 czerwca 1997). Kolejne opóźnienia we wprowadzeniu do eksploatacji były spowodowane problemami w uzyskaniu polskiej homologacji ze względu na nietypowe wymiary pudła wagonów. Już w trakcie jazd próbnych ujawniły się różnorodne usterki: awaria komputera pokładowego, układu przeciwpoślizgowego, przetwornicy statycznej, hamulcy tarczowych i powstawanie zaników niskiego napięcia. 5 sierpnia 1997 Ministerstwo Transportu i Gospodarki Morskiej wydało zgodę na dopuszczenie do ruchu, jednak w stosunku do żadnego z egzemplarzy nie podpisano protokołu odbioru z uwagi na liczne usterki, m.in. niespełnienie parametrów hamowania awaryjnego, niezgodny z opisem technicznym układ sterowania drzwiami, w tym brak czujnika ciśnieniowego, niesprawność tachografu oraz wady systemu diagnostycznego.
W związku z tym dopiero 27 września 1997 roku o godzinie 7:45 z zajezdni przy ul. Fortecznej na linię 12 (brygada 2) wyjechał pierwszy wagon o numerze taborowym 402. Uległ on jednak awarii już po kilku kursach. Okazało się, że wysoka awaryjność cechuje wszystkie wagony. Tramwaje wyprodukowane przez FPS weszły do eksploatacji w pierwszej połowie 1998 roku. Wagony wyprodukowane w ČKD otrzymały numery taborowe 401–405, zaś w FPS – numery 406–410. 
Wspomniana wcześniej większa szerokość pudła spowodowała, że wagony serii RT6N1 mogą poruszać się tylko po wyznaczonych trasach. Na niektórych łukach wprowadzono ograniczenia w wymijaniu się wagonów RT6N1 ze sobą, a nawet z taborem innego typu. Dodatkowo, na części tras wyznaczonych jako awaryjne obowiązują ograniczenia (na przykład nie mogą jednocześnie jechać wagony w przeciwnych kierunkach, a wjazd jest możliwy na polecenie służb nadzoru ruchu).
Tramwaje cechujące się stosunkowo wysoką awaryjnością wycofano z kursowania na trasie PST na początku stycznia 2010, przesuwając je do obsługi linii nr 5 i 13, a następnie kursowały na liniach 6 i 11. Po remoncie torowiska na odcinku Rondo Jana Nowaka Jeziorańskiego – Junikowo zostały przeniesione do obsługi linii 1 i 13.

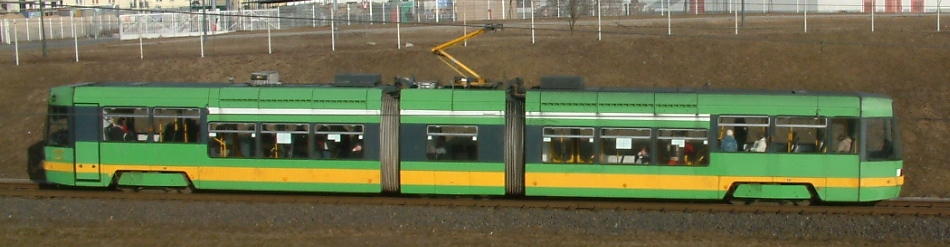
Widok z boku (2006)

### Modertrans/Tatra RT6 MF06 AC

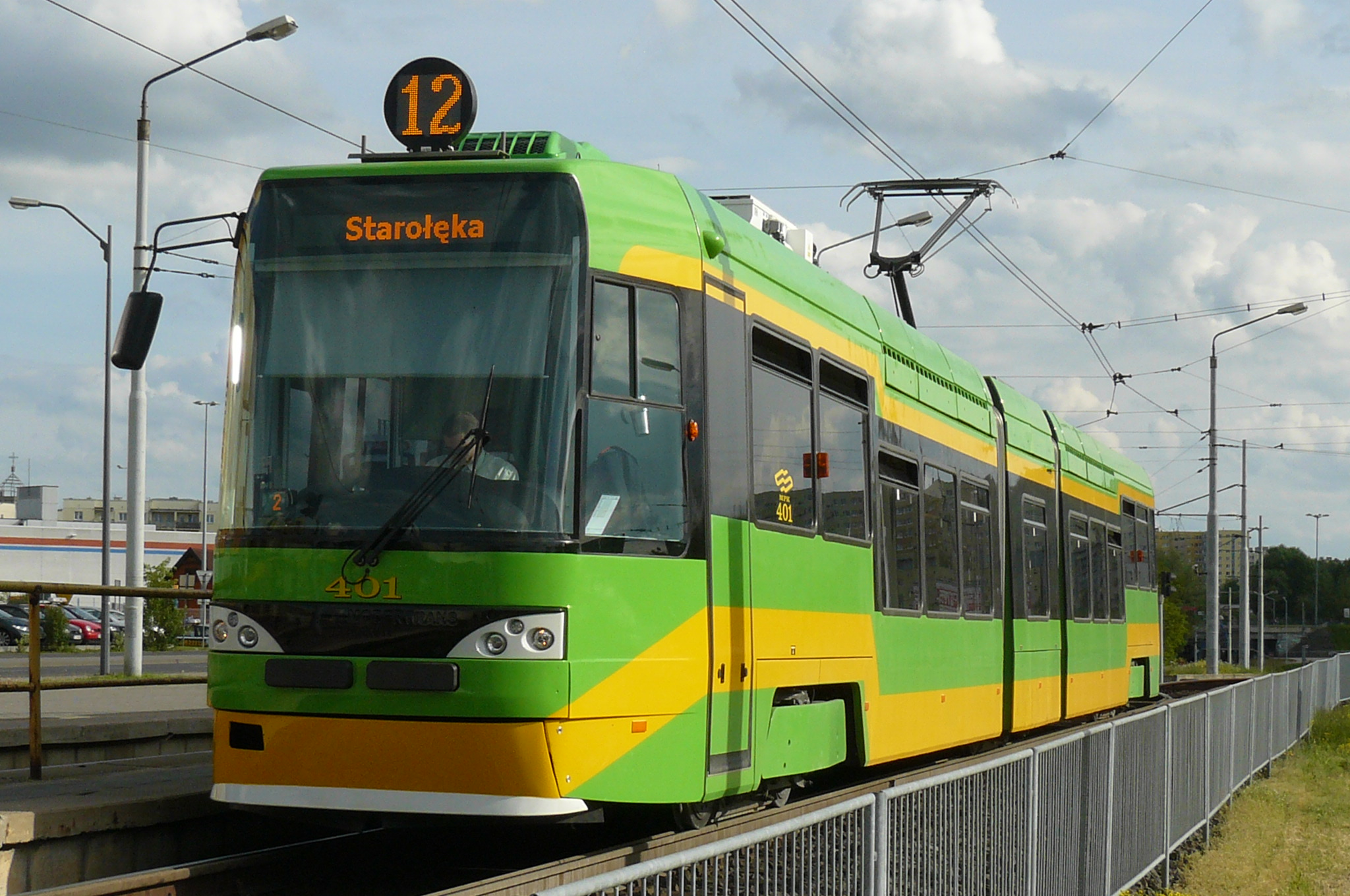
Modertrans/Tatra RT6 MF06 AC na pętli Osiedle Sobieskiego (2014)

Miejskie Przedsiębiorstwo Komunikacyjne w Pradze zakupiło 4 wagony RT6N1. Wagony te (między innymi ze względu na wysoką awaryjność) nie weszły do regularnego ruchu, lecz przez kilka lat stały odstawione w hali jednej z praskich zajezdni. Następnie zostały skreślone z inwentarza, po czym odkupiła je poznańska firma Modertrans jako źródło części zamiennych do wagonów eksploatowanych w Poznaniu. W 2011 roku, na bazie jednego z zakupionych w Pradze wozów RT6N1, wykonano naprawę główną wagonu o numerze taborowym 405. Wykorzystano pudło od jednego z praskich wagonów i przeprowadzono gruntowną modernizację konstrukcji. Przede wszystkim wymieniono silniki, montując cztery jednostki prądu przemiennego mające możliwość rekuperacji energii do sieci przy hamowaniu. Wymieniono także układ hamulcowy. Po modernizacji tworzą go trzy odrębne systemy, po jednym na każdy wózek, zarządzane przez centralny komputer, który zarządza również ogrzewaniem, także zmodernizowanym, oraz informuje o ewentualnych awariach.
W przedziale pasażerskim zamontowano nowe fotele, podłogę wyłożono wykładziną antypoślizgową, dodano także miejsce dla osoby na wózku z miękkim oparciem i pasami bezpieczeństwa. Pasażerowie przede wszystkim zauważą zmianę wyglądu wnętrza tramwaju. Zostało ono całkowicie zregenerowane i przybrało nową, jaśniejszą kolorystykę. Wymieniono również system informacji pasażerskiej, dodając między innymi na zewnątrz okrągłą tablicę z diodami LED informującą o numerze linii. Zainstalowano także monitoring wewnętrzny i zewnętrzny.
Kabinę motorniczego wyposażono w klimatyzację, zaś pulpit sterowania upodobniono do tych, które znajdują się w Moderusach Alfa i Beta.
Dla wagonów RT6N1 przewidywano naprawę główną po przebiegu 700 tys. km. W październiku 2013 wagony miały przebiegi w granicach 800 do 900 tys. km i wykonanie napraw głównych stało się sprawą pilną. Do lutego 2015 r. zmodernizowano wszystkie 10 Tatr RT6N1 należących do MPK Poznań. W 2018 roku Modertrans Poznań nabył dwa kolejne wagony, które trafiły do MPK Poznań w kwietniu 2021 r. Łącznie przewoźnik posiada 16 egzemplarzy.